# Marea Enciclopedie Rusă (editură)
Marea Enciclopedie Rusă (în rusă Больша́я росси́йская энциклопе́дия, transliterat: Bolșaia rossiskaia ențiklopedia), numită Enciclopedia Sovietică (în rusă Советская энциклопедия) până în 1991, este o editură științifică din URSS și apoi din Federația Rusă. A fost înființată în URSS în anul 1925 de Academia Comunistă și Comitetul Executiv Central al URSS pentru publicarea de enciclopedii.
În prezent este organizată ca o societate pe acțiuni, iar toate acțiunile se află în proprietatea Federației Ruse.

## Istoric

### Societatea pe acțiuni «Enciclopedia Sovietică» (1925-1930)
Forma organizatorică a societății, aleasă la înființarea noii edituri, a fost predeterminată de specificul mecanismul economic al URSS din anii Noii Politici Economice.
Fondatorii АО «Советская энциклопедия», în anul 1925, au fost Academia Comunistă (Комакадемия) și Comitetul Executiv Central (CEC) al URSS. Un an mai târziu, prin hotărârea Prezidiului CEC din 19 martie 1926, Comitetul Executiv Central (CEC) al URSS a încredințat Academiei Comuniste rolul de administrare a editurii. În funcția de președinte al Consiliului de administrație a fost numit directorul editurii Международная книга, N.B. Nakoriakov (1881-1970).
La data de 29 februarie 1928, membrii Consiliului de administrație, erau: O. Iu Schmidt, I. V. Gherțenzon, A. P. Spudne, L. I. Stronghin.
La data de 15 decembrie 1930, membrii Consiliului de administrație, erau: O. Iu Schmidt, I. V. Gherțenzon, A. P. Spudne, P. G. Saratovțev, L. I. Stronghin, E. F. Rosenthal.
În acești ani, societatea a lansat produse culturale cu următoarele costuri de publicare:
- în anul fiscal 1926/27 — 950.802 ruble;
- în anul fiscal 1927/28 — 2.319.565 ruble;
- pentru anul 1930 (conform datelor preliminare) — în valoare de aproximativ 5,8 milioane de ruble.

## Principalele publicații

### Enciclopedii universale în mai multe volume
- Marea Enciclopedie Sovietică (BSE) — trei ediții (și anuare), 1926—1990.
- Mica Enciclopedie Sovietică (MSE) — trei ediții, 1928—1960.
- Marea Enciclopedie Rusă (BRE) — 26 de volume (conform situației la data de 10 noiembrie 2014), publicate din 2004.
- Enciclopedia Rusă Prescurtată (KRE) — 3 volume, 2003.

### Dicționare enciclopedice universale
- Dicționarul Enciclopedic Sovietic (SES; 1979-1989)
- Marele dicționar enciclopedic (BES; 1992; ed. a II-a, 1997)
- Dicționarul enciclopedic ilustrat (IES; 1995, 1998; ed. a II-a, 2003)
- Noul dicționar enciclopedic ilustrat (NIES; 1999, 2003)
- Dicționarul enciclopedic popular (PES; 1999)
- Dicționarul enciclopedic universal (UES; 1999)
- Dicționarul enciclopedic rus (RES; 2001)
- Noul dicționar enciclopedic (NES; 2004)
- Marele dicționar enciclopedic rus (BRES; 2008)